# 28mm対空機銃
28mm対空機銃（1.1"/75 caliber gun）は、第二次世界大戦においてアメリカ海軍が使用した対空兵器である。名前の通り、内径が1.1in（28mm）の銃身を備え、その75倍の銃身長（2.1m）を有する。この口径法に関しては口径の項目を参照のこと。

## 概要
従来用いられていた12.7mm機銃は、将来的には対空火器として力不足を来すものと考えた米海軍局は、新しい対空機銃の開発を開始した。
"海軍局は1920年代を通して、対空火器の必要性が高まるとの認識から、継続的に対艦対空両用火器の実験を行ない、1930年代初頭には5インチ38口径両用砲の完成に至った。この砲は大戦を通じてその役割を十分にこなし、否定的な意見はほとんど挙がらなかった。このように、長射程対空砲の分野は、数量が不足していたことを除けば十分にうまく処理されていた。一方で、近距離のカテゴリーは満足には程遠いものだった。.50インチ（12.7mm）機関銃は、航空機対航空機の至近距離射撃で用いるには十分だったものの、対空火器として第二次世界大戦時代の航空機がもたらす脅威に対抗するには能力が不足していた。これは海軍局が1930年代に開発した4連装1.1インチ（28mm）機銃でも同様だった。1.1インチ機銃はいくつかの「欠陥」を抱えており、それら全てを改善してもなお、防空の「最終局面」で自在砲架として用いるにはあまりにも重すぎ、小口径機銃と5インチ砲との間を埋めるにはあまりにも軽すぎた。適切な近距離対空火器が存在しないことは、利用可能な最高の対空砲は数量が不十分だったことと併せて、危機的と呼ぶ他の無い状況を1940年までに作り出してしまっていた。

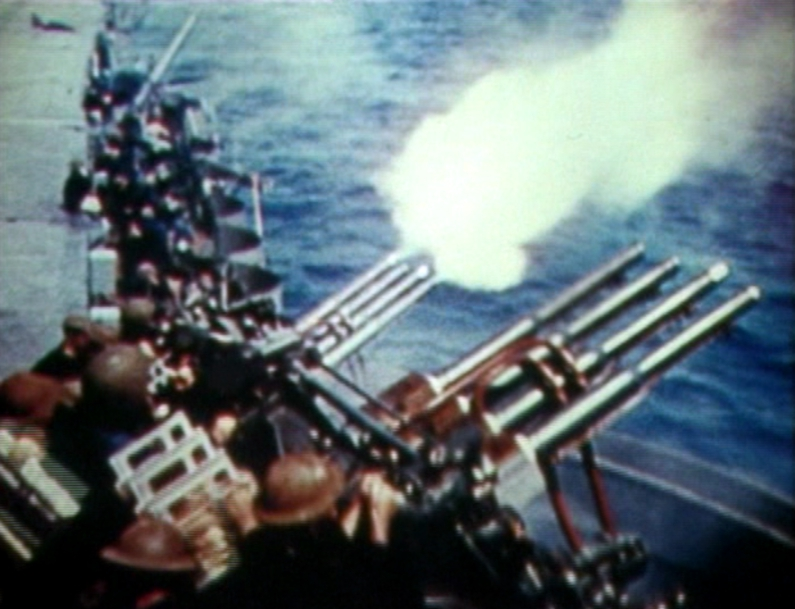
ホーネット (CV-8)艦上で射撃を行う28mm対空機銃（1942年5月）

第二次世界大戦の早い時期においては、アメリカ海軍のたいていの駆逐艦や、巡洋艦などに装備されていた。日本による真珠湾奇襲攻撃が行われる前、すでにフィリピンのマニラ湾にあったカビテ海軍基地には、アジア艦隊に所属する重巡洋艦「ヒューストン」に搭載すべく、5基の28mm四連装機銃が送られていた。「ヒューストン」には4基が搭載され、1基は予備とされた。カビテ軍港が奇襲攻撃を受けた際、ドックに残っていた1基は日本軍の爆撃を生き延びた。この予備の28mm機銃は、マニラ湾に駐留する哨戒艇に搭載するには重すぎたので、25,000発の28mm機銃弾と共にはしけに乗せられ、コレヒドール島のアメリカ陸軍に寄贈された。このヒューストンに搭載されなかった予備の機銃についての記録は、コレヒドール島に送られた後どうなったかは分からない。
いくつかのオンライン記事を参照すると、陸軍に寄贈されたこの機銃は、一つの説によれば、特製のコンクリート台座に据え付けられ、日本軍の航空機を撃墜するのに威力を発揮できたらしい。
上部構造物の前後に8インチ連装砲を装備していたレキシントン級航空母艦は開戦後、対空火器を強化するためその8インチ砲を撤去して5インチ両用砲に換装する予定であったが、レキシントンは取り付けが間に合わず、かわりにこの28mm対空機銃を搭載した状態で珊瑚海海戦に参加した。
28mm対空機銃が初陣である真珠湾攻撃において、どの程度戦果を挙げたかについては記録が無い。その一方で、命中しなかった弾丸が地上に落ちた際、衝撃信管が作動してまるで手榴弾のように炸裂した、との言及が数多く残されている。
初期からの精度不良・作動不良を改善できなかったことによって、この機銃について、水兵達からの評判は非常に悪いものだった。この機銃は、可能な時に速やかにボフォース 40mm機関砲と交換されたが、いくつかの艦船では終戦まで使われ続けた。
また、この機銃は時々“シカゴピアノ”というあだ名で呼ばれていた。